# Leptobasis candelaria
Leptobasis candelaria là loài chuồn chuồn trong họ Coenagrionidae. Loài này được Alayo mô tả khoa học đầu tiên năm 1968.